# Stefan Mau (Footballspieler)
Stefan Mau (* 22. Juli 1961) ist ein ehemaliger deutscher American-Football-Spieler und jetziger -Trainer.

## Laufbahn
Mau begann 1978 mit dem American-Football-Sport. Er spielte als Quarterback in der ersten und zweiten Bundesliga für die Hamburg Dolphins sowie die Hamburg Silver Eagles, 1987 lief er für die bundesdeutsche Nationalmannschaft auf und wurde mit dieser Zweiter der Europameisterschaft. 1992 wechselte er von den Hamburg Hornets zu den Hamburg Silver Eagles, spielte bis 1993 für die Mannschaft und kehrte dem American Football dann vorerst den Rücken.
Mau arbeitete später als Assistenztrainer bei den Norderstedt Nordic Wolves, 2004 kehrte er noch einmal in der Oberliga aufs Spielfeld zurück und gehörte damit zur selben Norderstedter Mannschaft wie sein Sohn Marlon. Stefan Mau war später Mitglied des Trainerstabs des Erstligisten Hamburg Blue Devils, ehe er 2010 zu den Kiel Baltic Hurricans wechselte. In der 2010er Saison trug er als Assistenztrainer (er betreute die Quarterbacks) zum deutschen Meistertitel der Kieler bei. Im Meisteraufgebot der Kieler standen auch seine Söhne Marlon und Benjamin. In der Saison 2011 war Mau zunächst Angriffskoordinator des Erstligisten Hamburg Huskies, von September 2011 bis zum Saisonende gehörte er wieder dem Kieler Stab von Cheftrainer Patrick Esume an.
Ab der 2012er Saison war Mau Cheftrainer der Elmshorn Fighting Pirates in der Regionalliga. Er führte die Mannschaft zum Zweitligaaufstieg, im Juli 2014 stand Elmshorn allerdings auf dem letzten Tabellenplatz der zweiten Liga, Mau musste daraufhin gehen.
Mau verstärkte nach seiner Elmshorner Amtszeit in der Saison 2017 zunächst als Verantwortlicher für die Quarterbacks, dann als Angriffskoordinator den Trainerstab des Zweitligisten Lübeck Cougars und war darüber hinaus als Assistenztrainer bei der französischen Nationalmannschaft tätig. Mit der französischen Auswahl gewann er im Juli 2017 Gold bei den World Games in Breslau, im Endspiel schlug Frankreich die deutsche Mannschaft mit Maus Sohn Benjamin. 2018 wurde Mau der Ältere als Mitglied des Trainerstabs zudem mit Frankreich Europameister.
Zur Saison 2018 kehrte Mau zu den Elmshorn Fighting Pirates zurück und übernahm bei den Holsteinern, die mittlerweile wieder in der zweiten Liga antraten, als Assistenztrainer die Betreuung der Positionen Quarterback und Wide Receiver. In diesem Amt trug er zum erstmaligen Aufstiegs Elmshorns in die höchste deutsche Spielklasse, die GFL, bei. Dieser Erfolg gelang 2019.
Zur Saison 2020 wechselte der hauptberuflich als Inhaber einer Handelsagentur tätige Mau in den Trainerstab der Hamburg Pioneers und übernahm dort die Koordinierung des Angriffsspiels.